# Schalkham
Schalkham è un comune tedesco di 938 abitanti, situato nel land della Baviera.